# Ansgar Pichen

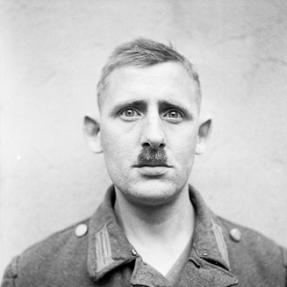
Ansgar Pichen im August 1945

Ansgar Pichen (* 22. September 1913 in Esbjerg, (Dänemark); † 13. Dezember 1945 in Hameln) war Leiter der Lagerküche im KZ Bergen-Belsen.

## Leben
Pichen, ursprünglich dänischer Nationalität, da sein Vater dänischer Staatsbürger war, zog mit seiner Familie 1914 in den später polnischen Teil Oberschlesiens um und erhielt die polnische Staatsbürgerschaft.
Nach der deutschen Besetzung Polens wurde Pichen am 25. Mai 1940 zur deutschen Wehrmacht zwangsverpflichtet und an der Ostfront eingesetzt. Am 25. November 1942 wurde er bei einem Kampfeinsatz verwundet und in ein Lazarett nach Neustadt verlegt, aus dem er am 12. Januar 1943 entlassen wurde. In der Folge war Pichens linke Hand verkrüppelt.
Anschließend wurde er nach Troppau in Mähren versetzt und gelangte im März 1943 in das Arbeits- und Kriegsgefangenenlager Blechhammer, das ab April 1944 ein Nebenlager des KZ Auschwitz III Monowitz war. Im Zuge der Evakuierung des KZ Auschwitz verließ Pichen Blechhammer am 21. Januar 1945 und gelangte mit einem Evakuierungstransport Anfang Februar 1945 in das KZ Groß-Rosen. Am 10. März oder 11. März 1945 kam Pichen in dem KZ Bergen-Belsen an. Dort fungierte er zunächst als Angehöriger der Wachmannschaft, wurde jedoch aufgrund seiner verkrüppelten Hand mit der Leitung der Lagerküche Nr. 1 betraut. Pichen sagte später aus, man habe ihm in Bergen-Belsen seine Papiere abgenommen und ihn für die SS dienstverpflichtet, er habe jedoch nie eine SS-Uniform getragen.
Am 15. April 1945 wurde das KZ Bergen-Belsen durch britische Truppen befreit, die dort über 10.000 Tote und etwa 60.000 Überlebende vorfanden. Das SS-Lagerpersonal wurde dazu verpflichtet, alle Leichen abzutransportieren und in Massengräbern zu bestatten. Pichen erkrankte bei der Bestattung der Opfer an Typhus und kam ins Lazarett.
Im Bergen-Belsen-Prozess (17. September bis 17. November 1945) wurde er wegen seiner in Bergen-Belsen begangenen Verbrechen angeklagt. Pichen gab in seinen Aussagen an, keine Häftlinge misshandelt zu haben, die Anklage warf ihm vor, mindestens zwei Gefangene erschossen zu haben.
Pichen, der auf „nicht schuldig“ plädierte, wurde am 17. November 1945 wegen Kriegsverbrechen im KZ Bergen-Belsen schuldig gesprochen und zum Tode durch den Strang verurteilt. Der britische Henker Albert Pierrepoint vollstreckte das Urteil am 13. Dezember 1945 im Zuchthaus Hameln.